# Boa dusiciel

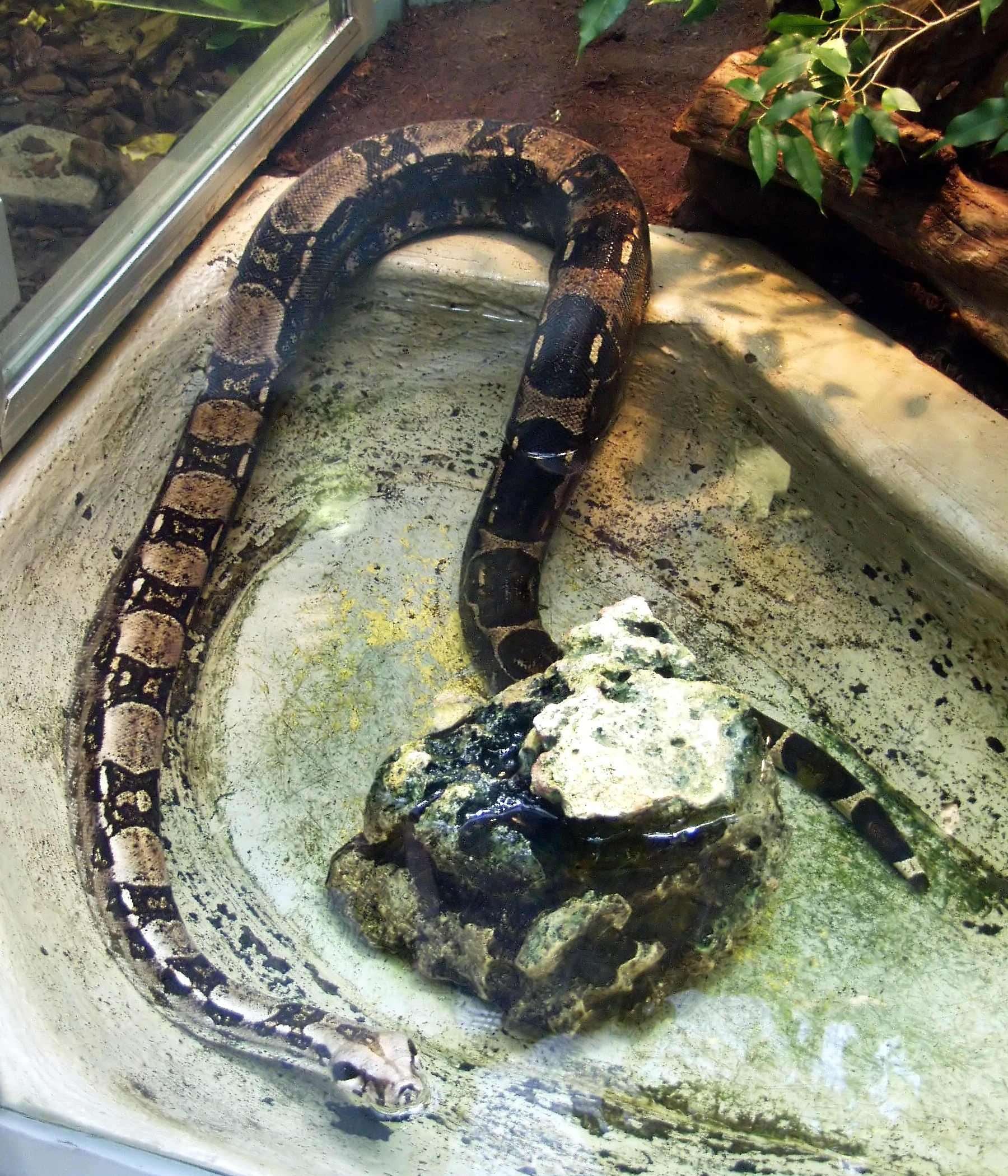
Boa dusiciel w Aquazoo – Löbbecke Museum w Düsseldorfie

Boa dusiciel (Boa constrictor) – gatunek węża z rodziny dusicieli (Boidae), jeden z przedstawicieli podrodziny boa (Boinae).
Prawdopodobnie najbardziej znany z dusicieli, jego wizerunek został rozpowszechniony w literaturze i filmie. Mimo utrwalonej przez nie opinii nie stanowi zagrożenia dla człowieka. Jeden z częściej hodowanych węży w domowych terrariach.

## Opis
Stosunkowo duży dusiciel o krępej budowie. Ciało osiąga największy obwód w okolicy połowy długości. Głowa niewielka, wyraźnie wyodrębniona, o trójkątnym kształcie, oczy niewielkie, charakterystyczna pionowa źrenica, tęczówka jasnożółta. Ubarwienie różni się nieco w zależności od podgatunku. Podstawowe tło – szare lub beżowe, po bokach ciała ciemniejsze, wzdłuż całego ciała przebiegają poprzecznie nieregularne pasy o barwie ciemnobrązowej, ceglastej czasem czarnej, otoczone żółtymi lub białymi obwódkami. Bliżej ogona pasy rozszerzają się i pod koniec zlewają, niekiedy przybierając tam barwę czerwoną. Po bokach ciała widoczne mniejsze brązowe lub czarne plamy o kształcie zbliżonym do rombów. Wzdłuż głowy przebiegają mniej lub bardziej wyraźne trzy ciemniejsze pasy.
RozmiaryDorasta, w zależności od podgatunku i populacji, do 3–4 metrów. Samice są zazwyczaj o 30–50 cm dłuższe od samców. Osobniki hodowane w niewoli bardzo rzadko osiągają długość 3,5 metra, najczęściej nie przekracza ona 2,5 m, co jest m.in. skutkiem częstego chowu wsobnego spokrewnionych osobników.
WystępowanieWiększa część Ameryki Środkowej i Południowej, od północnego Meksyku po środkową Argentynę.
BiotopTropikalne lasy równikowe, niektóre podgatunki żyją w nieco chłodniejszym i bardziej suchym klimacie. Prowadzi przeważnie naziemny tryb życia, jednak w poszukiwaniu pokarmu często wchodzi na drzewa. Za dnia większość czasu spędza w rozmaitych kryjówkach – jamach, pomiędzy korzeniami drzew itp. Często spotykany w okolicach zbiorników wodnych, wiele czasu spędza też w ich płytkich wodach.
PokarmW naturze poluje na niewielkie ssaki, ptaki, płazy, gady, a nawet ryby, w warunkach terraryjnych karmiony jest szczurami, chomikami, świnkami morskimi, królikami i kurczętami. Jak wszystkie dusiciele, ofiarę dusi, a następnie połyka w całości. Trawienie zajmuje kilka dni, czas ten wąż spędza w ukryciu.
ZachowanieWąż aktywny nocą (w terrarium zwykle ożywia się po zgaszeniu oświetlenia), dzień spędza w kryjówkach.

## Niektóre podgatunki i ich zasięg
- Boa constrictor constrictor – boa czerwonoogonowy – Brazylia, Ekwador, Trynidad i Tobago
- Boa constrictor imperator – boa cesarski – obszar od południowo-wschodniego Meksyku do północno-zachodniej Kolumbii[3]. Długość życia – ponad 20 lat[4]. Podnoszony przez część autorów do rangi odrębnego gatunku Boa imperator (tak np. Reynolds, Niemiller i Revell, 2014[5]; Reynolds i Henderson, 2018[3])
- Boa constrictor occidentalis – boa argentyński – Argentyna, Paragwaj
- Boa constrictor ortoni – Peru
- Boa constrictor amarali – boa krótkoogonowy – wschodnia Boliwia, południowa Brazylia
- Boa constrictor melanogaster – boa czarnobrzuchy – Ekwador
- Boa constrictor sabogae – wyspa Saboga. Klasyfikowany jako podgatunek gatunku Boa imperator przez Reynoldsa i Hendersona (2018)[3].
- Boa constrictor nebulosa – Dominika. Klasyfikowany jako odrębny gatunek Boa nebulosa przez Reynoldsa i Hendersona (2018)[3].
- Boa constrictor sigma – wyspa Marias. Klasyfikowany jako odrębny gatunek Boa sigma przez Reynoldsa i Hendersona (2018)[3].
- Boa constrictor orophias – wyspa Santa Lucia. Klasyfikowany jako odrębny gatunek Boa orophias przez Reynoldsa i Hendersona (2018)[3].